# Allotalanta triocellata
Allotalanta triocellata is een vlinder uit de familie van de prachtmotten (Cosmopterigidae). De wetenschappelijke naam van de soort is voor het eerst geldig gepubliceerd in 1859 door Henry Tibbats Stainton.